# 趙珉和
趙 珉和（ちょう たみやす、朝: 조민화, 1979年10月25日 - ）は、在日韓国人の俳優。所属事務所はアルファエージェンシー。

## 人物
おじは俳優の趙方豪。同志社大学中退。学生時代はラグビー部に所属していた。除籍後に上京。自主映画制作や現場の裏方などを経て、2004年『火曜サスペンス劇場』「十七年目の秘密 定時制教師・石本歩」で本格デビュー。

## 出演

### テレビドラマ
- 月曜ミステリー劇場 棟居刑事シリーズ3（2004年3月8日、TBS）- 末永英雄 役
- 火曜サスペンス劇場 十七年目の秘密 定時制教師・石本歩（2004年9月7日、日本テレビ）- 水野隆夫 役
- 出雲の阿国（2006年1月 - 2月、NHK総合）
- マイ☆ボス マイ☆ヒーロー（2006年7月 - 9月、日本テレビ） - リュウ 役
- 恋のから騒ぎドラマスペシャル〜LOVE STORIES IV〜「ナマイキな女」（2007年11月30日、日本テレビ）
- SP 警視庁警備部警護課第四係 第2話 - 第4話（2007年11月10日 - 24日、フジテレビ） - 吉野 役
- 金曜プレステージ 津軽海峡ミステリー航路7（2008年2月29日、フジテレビ） - 杉野保 役
- 千の風になって ドラマスペシャル なでしこ隊〜少女達だけが見た特攻隊・封印された23日間〜（2008年9月20日、フジテレビ）
- 相棒（テレビ朝日）
  - Season7 第19話「特命」（2009年3月18日）- 馬頭刈村駐在所巡査・真鍋哲朗 役
  - Season11 第3話「ゴールデンボーイ」（2012年10月24日）- 喜多方ジムのボクサー・荒木淳 役
  - season19 元日スペシャル 第11話「オマエニツミハ」（2021年1月1日）- 13年前の鎌田の暴行事件の被害者・瀬川利光 役
- 黒部の太陽（2009年3月21日・22日、フジテレビ） - 石川伸也 役
- 金曜プレステージ 木枯し紋次郎（2009年5月1日、フジテレビ） - 鶴吉 役
- 救命病棟24時 第4シリーズ（2009年8月11日 - 9月22日、フジテレビ） - 丹原医師 役
- ブラッディ・マンデイ Season2（2010年1月 - 3月、TBS） - 中林信行 役
- 世にも奇妙な物語 20周年スペシャル・春 〜人気番組競演編〜「ニュースおじさん、ふたたび」（2010年4月4日、フジテレビ） - 牧野健太郎 役
- 警視庁失踪人捜査課 第4話「4年消えていた男」（2010年5月7日、テレビ朝日） - 酒井 役
- タンブリング 第8話（2010年6月5日、TBS） - 稲田正敏 役
- 月の恋人〜Moon Lovers〜 最終回（2010年7月5日、フジテレビ） - 李忠徳 役
- 連続テレビ小説（NHK）
  - てっぱん（2010年度下半期） - 浜野一 役
    - てっぱん番外編「イブ・ラブ・ライブ」（2011年12月24日） - 主演・浜野一 役

  - 虎に翼（2024年） - 岩居弁護士 役
- 2夜連続 松本清張スペシャル 球形の荒野（2010年11月26・27日、フジテレビ） - 廣瀬英二 役
- 月曜ゴールデン（TBS）
  - 女タクシードライバーの事件日誌5（2010年11月29日） - 酒井刑事 役
  - 守護神・ボディーガード 進藤輝（2012年6月11日） - 柴崎祐介 役
  - ホームドクター・神村愛2（2013年8月26日） - 斉藤毅 役
- 名前をなくした女神 第2話（2011年4月19日、フジテレビ） - 深沢尚樹 役
- JIN-仁- 完結編 第9話・第10話（2011年6月12日・19日、TBS） - 竹越 役
- 東野圭吾3週連続スペシャル 回廊亭殺人事件（2011年6月24日、フジテレビ） - 一ヶ原健彦 役
- MBS開局60周年記念スペシャルドラマ 花嫁の父（2012年1月8日、毎日放送） - 小杉一太 役
- 大河ドラマ 平清盛 第5回 - 第28回（2012年2月5日 - 7月15日、NHK） - 鎌田正清 役
- 土曜ドラマスペシャル 実験刑事トトリ 第3話（2012年11月17日、NHK総合） - 牧村陽介 役
- 金曜プレステージ 赤い霊柩車31（2013年4月19日、フジテレビ） - 浜崎文也 役
- 土曜ワイド劇場 遺品の声を聴く男4（2013年5月25日、朝日放送） - 羽田祐介 役
- 幽かな彼女（2013年4月、関西テレビ） - 進藤 役
- ダンダリン 労働基準監督官 第2話（2013年10月2日、日本テレビ） - 山嵜 役
- 東京トイボックス（2013年10月 - 12月、テレビ東京） - 依田敦史 役
  - 大東京トイボックス（2014年1月 - 3月）
- チーム・バチスタ4 螺鈿迷宮 第1話（2014年1月7日、関西テレビ） - 木下涼一 役
- リバースエッジ 大川端探偵社 第6話（2014年5月24日、テレビ東京） - 澤井健次 役
- 土曜ドラマ ボーダーライン（2014年10月 - 11月、NHK） - 木村健太郎 役
- 昨夜のカレー、明日のパン 第4話 - 第6話（2014年10月26日 - 11月9日、NHK BSプレミアム） - 深津 役
- 水曜ミステリー9 ソタイ 組織犯罪対策課（2014年11月12日、テレビ東京） - 大河原悠希 役
- 平成猿蟹合戦図（2014年11月15日 - 12月20日、WOWOW） - 竹内　役
- 松本清張二夜連続ドラマスペシャル・第二夜 松本清張「霧の旗」（2014年12月7日、テレビ朝日） - 山上武雄 役
- 土曜ドラマ ダークスーツ 最終話（2014年12月20日、NHK総合） - 枝野英輔 役
- 紅白が生まれた日（2015年3月21日、NHK総合） - 吉村真治 役
- 木曜時代劇 まんまこと〜麻之助裁定帳〜（2015年7月16日 - 10月1日、NHK総合） - 相馬吉五郎 役
- 所轄魂（2015年9月20日、テレビ朝日） - 北原 役
- BS時代劇 大岡越前3 最終話（2016年3月4日、NHK BSプレミアム） - 権次 役
- 土曜ドラマ 心の傷を癒すということ（2020年1月18日 - 2月8日、NHK総合） - 谷村英人 役
- パレートの誤算 〜ケースワーカー殺人事件（2020年3月 - 4月、WOWOW）- 立木智則 役
- 24 JAPAN（2021年1月15日・29日・2月12日 - 26日、テレビ朝日）- アサノ・サンヤ 役
- 逃亡医F 第1話・第3話・第5話（2022年1月15・29日、2月12日、日本テレビ）- 雀荘店員・前田 役
- 月曜プレミア8 再雇用警察官4（2022年7月4日、テレビ東京） - 佐田正彦 役
- 大奥 Season2「医療編」（2023年10月3日 - 31日、NHK総合） ｰ 五十宮 役[3]
- 新宿野戦病院 第2話 - 第5話（2024年7月10日 - 7月31日、フジテレビ） - シンゴ 役[4]
- 晩餐ブルース 第1話・第2話・第5話・第10話（2025年1月23日・30日・2月20日・3月27日、テレビ東京） - カウンセラー 役
- ロンダリング（2025年7月4日 - 、関西テレビ・フジテレビ） - 村崎篤史 役[5]
- 大阪激流伝（2025年8月31日〈予定〉、NHK総合） - 夫成民 役[6]

### 映画
- スクールウォーズ・HERO（2004年9月18日、松竹、監督:関本郁夫） - ラグビー部員 役
- パッチギ!（2005年1月22日、監督:井筒和幸）
- 怪談新耳袋-ノブヒロさん-（2006年7月22日、監督:豊島圭介）
- ストロベリーショートケイクス（2006年9月23日、監督:矢崎仁司）
- 大安吉日（2006年10月21日、監督:矢崎仁司）
- 無認可保育園 歌舞伎町ひよこ組（2007年10月1日、監督:権野元）
- 新・あつい壁（2007年11月17日、監督:中山節夫）
- アンラッキー★パンダ（2007年、監督:タカ（タカアンドトシ））
- カメレオン（2008年7月5日、監督:阪本順治）
- 鴨川ホルモー（2009年4月18日、監督:本木克英）
- 東京島（2010年8月28日、監督:篠崎誠）
- おかえり、はやぶさ（2012年3月10日、監督:本木克英）
- アラグレ（2013年1月12日、監督:権野元）
- ベイブルース 〜25歳と364日〜（2014年10月31日、監督:高山トモヒロ） - 河本栄得 役
- さくら（2020年11月13日、監督：矢崎仁司） - フェラーリ 役
- 「桐島です」（2025年7月4日、監督：高橋伴明）[7]

### オリジナルビデオ
- ビルド NEW WORLD 仮面ライダーグリス（2019年11月27日） - 浦賀啓示 / 仮面ライダーメタルビルド 役[8]

### 舞台
- 吉本百年物語『アンチ吉本・お笑いレボリューション』（2013年2月 - 3月） - 松本人志 役